# Amasis (keramiker)

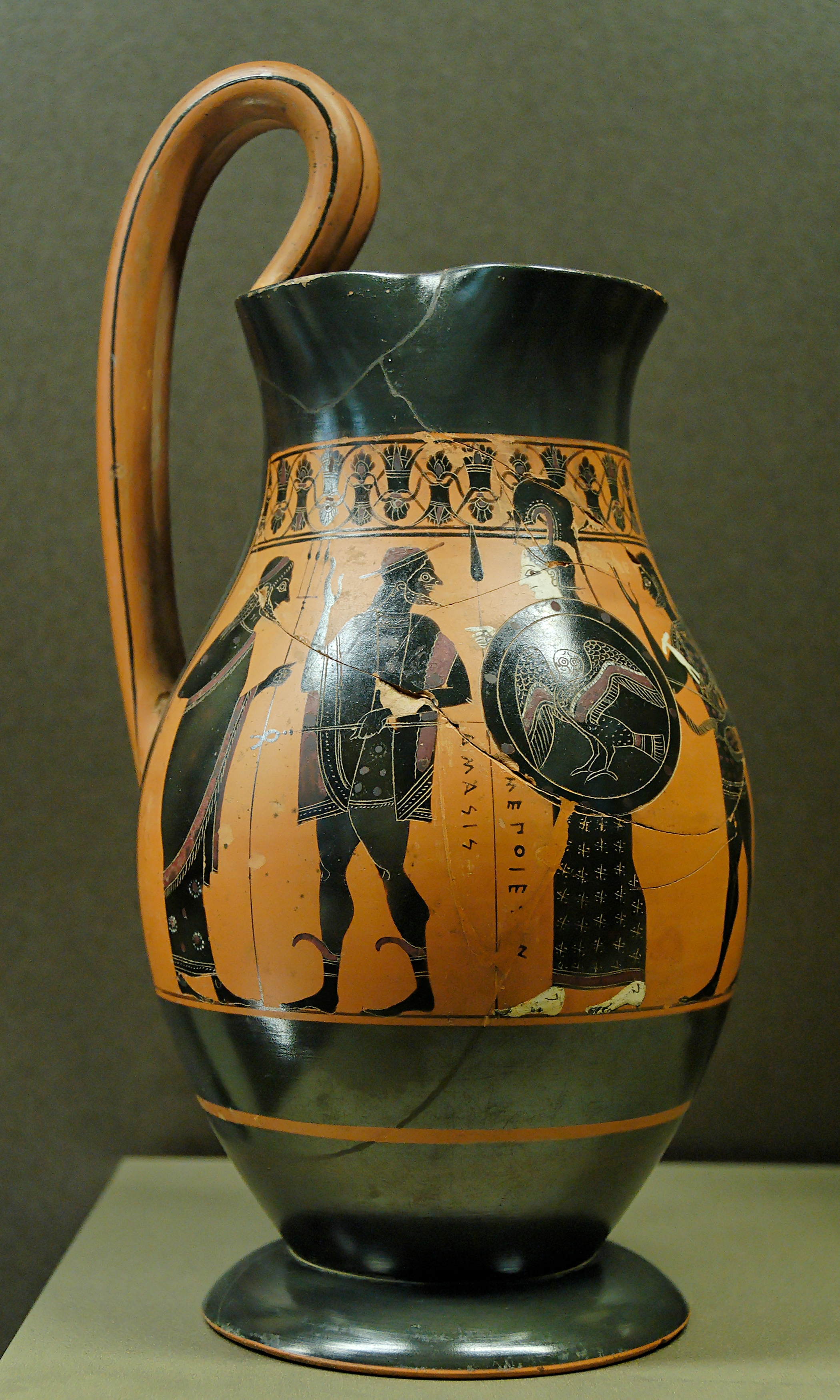
Vinkanna av Amasis, Paris, Louvren.

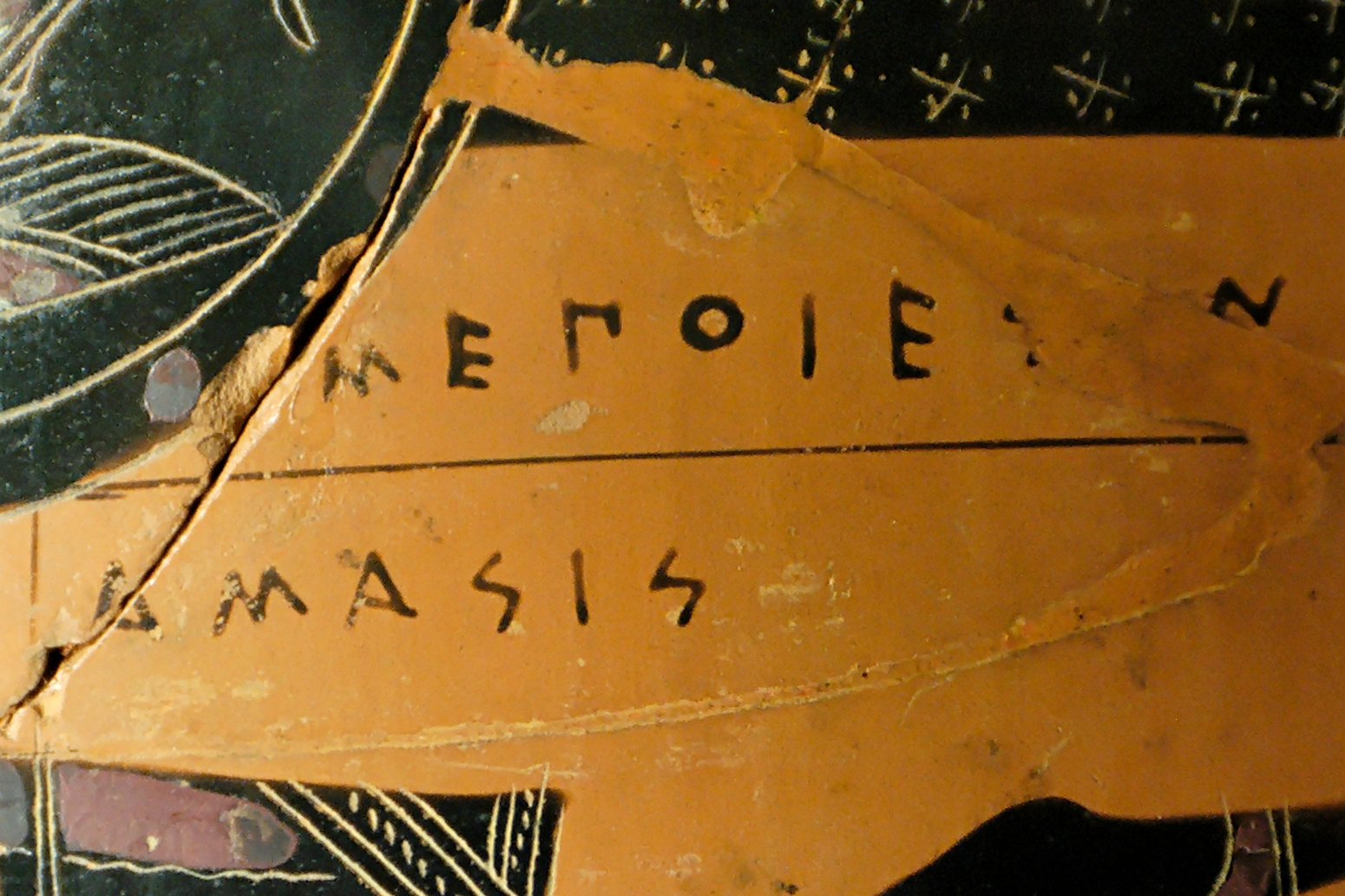
Amasis signatur på vinkanna, 550–530 f.Kr., Paris, Louvren

Amasis var en grekisk krukmakare och vasmålare, verksam i Aten vid mitten av 500-talet f.Kr..
Amasis har signerat ett dussintal vaser, och är troligen identisk med den person som målat krukorna, de så kallade Amasis-målaren, vilken tillskrivits över hundra svartfiguriga vaser, målade ca 560-515 f. Kr. Det egyptiskklingande namnet, som den grekiske keramikern och målaren delade med två faraoner, har lett till spekulationer om att han skulle vara av egyptiskt ursprung, men hans måleristil är rent grekisk, och inga andra egyptiska influenser går att spåra. Nio av Amasis signerade vaser har bevarats för eftervälden. Av dessa finns två vaser utställda på konstmuseet Louvren i Paris, dit de flyttats efter att de tidigare visats på det gamla  Nationalbibliotekets Cabinet des Médailles.